# إلين دوريه واتسون
إلين دوريه واتسون (بالإنجليزية: Ellen Doré Watson)‏ هي لغوية ومترجمة أمريكية، ولدت في 1950.

## المسار المهني
واتسون هي مؤلفة لست مجموعات من القصائد. كان كتابها «سلم الموسيقى» حائزا على جائزة نيويورك نيو إنجلاند. وتشمل الجوائز الأخرى منحة من مجلس ماساتشوستس الثقافي للفنانين وجائزة الكتاب من مؤسسة رونا جافي لعام 1997.
نشأت واتسون في بلينفيو، نيويورك، وحصلت على درجة البكالوريوس والماجستير في إدارة الأعمال من جامعة ماساتشوستس أمهرست، وتعيش في كونواي، ماساتشوستس. وهي مديرة مركز الشعر في كلية سميث، ومحاضرة في قسم اللغة الإنجليزية، حيث تدرس قراءة الشعر المعاصر. وهي محررة شعر في مجلة ماساتشوستس ريفيو، وعضو في مجلس أليس جيمس التعاوني للكتب.